# Pilar Palomero
Pilar Palomero, née en 1980 à Saragosse, est une cinéaste et écrivaine espagnole. En 2020, son film Las niñas reçoit quatre prix Goya,,.

## Biographie
Pilar Palomero est née à Saragosse. Elle étudie la philologie hispanique à l'Université de Saragosse. En 2006, elle obtient un diplôme de directrice de photographie à l'École de cinéma et audiovisuel de la communauté de Madrid (es). Elle travaille ensuite comme écrivaine et scénariste pour le cinéma et des programmes audiovisuels. En 2013, elle étudie la réalisation à la film.factory dirigée par le cinéaste hongrois Béla Tarr, à Sarajevo. Elle réalise des courts métrages, des documentaires, des essais. En 2016, elle participe au Sarajevo Talents et en 2017 en la Berlinale Talents. Pilar Palomero fait partie du collectif Bistrik7. Ce collectif est constitué des premiers cinéastes de l'école Film Factory de Béla Tarr à Sarajevo.
En 2020, elle réalise son premier long métrage, Las niñas. Ce film retrace le parcours d'adolescentes dans un collège religieux de Saragosse, en 1992, année des Jeux olympiques de Barcelone  et de l'Exposition universelle de Séville,,.
Le film est présenté au Festival International de Cinéma de Berlin. Ce film reçoit plusieurs prix Goya, le prix du meilleur film au Festival de Málaga, le prix de la photographie et le Prix Féroz.

## Réalisations
- 2005 : Sonrisas
- 2009 : Niño balcón
- 2010 : Chan Chan[12]
- 2016 : La noche de todas las cosas, 19 min
- 2017 : Horta, 15 min[13]
- 2020 : Las niñas, 100 min
- 2022 : La maternal
- 2024 : Los destellos